# Деминская (Вытегорский район)
Деминская — деревня в Вытегорском районе Вологодской области.
Входит в состав Кемского сельского поселения, с точки зрения административно-территориального деления — в Кемский сельсовет.
Расстояние по автодороге до районного центра Вытегры — 119,5 км.
По переписи 2002 года население — 4 человека.